# ギルマン駅
ギルマン駅（英語：Gilman Station）は、イリノイ州ギルマン USハイウェイ24およびウェスト・ウェノナ・ストリートにある駅。全米各地を結ぶ旅客鉄道のアムトラックが乗り入れている。

## 利用可能な鉄道路線／列車
アムトラックのギルマン駅に発着する列車は下記の通り。
シカゴとカーボンデール間の昼行中距離列車イリニ&サルキ…1日2往復発着